# Diselma archeri
Diselma é um género de conífera pertencente à família Cupressaceae. A única espécie é D. archeri.